# Leilani Leeane
Leilani Leeane (n. 1 octombrie 1992 în Lancaster, California) este o actriță porno americană. Ea este cunoscută sub nume diferite ca Leilani Leeanne, Leilani Leanne și Stacie Danielle.

## Premii și nominalizări
| An   | Premiu                    | Rezultat     | Nominalizare                  | Film                   |
| ---- | ------------------------- | ------------ | ----------------------------- | ---------------------- |
| 2012 | NightMoves Award          | Nominalizare | Best New Starlet              | N/A                    |
| 2012 | Urban X Award             | Câștigat     | Rising Star Female            | N/A                    |
| 2012 | Urban X Award             | Nominalizare | Best 3 Way Sex Scene          | Revenge of the Petites |
| 2012 | Urban X Award             | Nominalizare | Best 3 Way Sex Scene          | Black Anal Addiction   |
| 2012 | Urban X Award             | Nominalizare | Best Anal Sex Scene           | Black Anal Addiction   |
| 2012 | Urban X Award             | Nominalizare | Best Couple Sex Scene         | Racially Motivated 3   |
| 2013 | AVN Award                 | Nominalizare | Best All-Girl Group Sex Scene | Revenge of the Petites |
| 2013 | AVN Award                 | Nominalizare | Best New Starlet              | N/A                    |
| 2013 | AVN Award                 | Nominalizare | Best POV Sex Scene            | POV Junkie 5           |
| 2013 | XCritic Fans Choice Award | Nominalizare | Best New Starlet              | N/A                    |